# 国际组织列表
国际机构列表，列举国际组织和各种国际论坛。

## 全球性國際組織
- 聯合國及其下属专门机构、其他联合国实体及机构[1]，例如：
  - 世界貿易組織
  - 国际海事组织
  - 世界衛生組織
  - 经济及社会理事会
  - 粮食及农业组织
- 伊斯兰合作组织
- 国际刑警组织
- 國際貨幣基金會
- 國際奧林匹克委員會
- 國際海道測量組織
- 世界自然保护联盟

### 政黨國際
- 國際民主聯盟
- 自由黨國際
- 社會黨國際
- 第四国际
- 共产党和工人党国际会议

## 已解散的全球性国际组织
- 国际联盟

- 第一国际
- 第二国际
- 第三国际

## 區域性國際組織

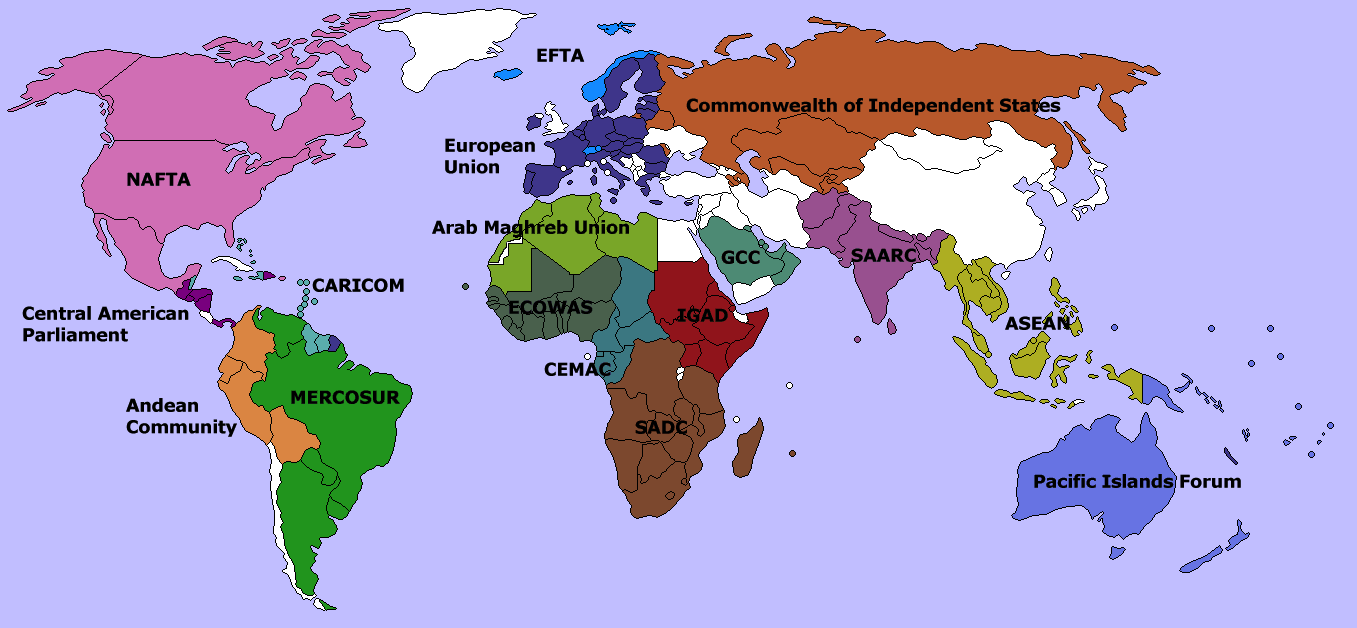
地区性国际组织地图

歐洲:
- 歐洲聯盟
- 歐洲委員會
- 歐洲自由貿易協會
- 歐洲太空總署
- 北歐理事會
- 北歐波羅的海八國
- 歐洲自由貿易聯盟
- 三海倡議

亞洲:
- 亚洲论坛
- 東南亞國家協會
- 南亞區域合作聯盟
- 海灣阿拉伯國家合作委員會
- 东亚峰会

歐亞:
- 独联体
- 上海合作組織
- 歐亞經濟共同體
- 古阿姆集團
- 黑海经济合作组织
- 歐亞聯盟
- 突厥議會

非洲:
- 非洲联盟
- 中非國家經濟共同體（中非）
- 東非共同體（東非）
- 西非國家經濟共同體（西非）
- 南部非洲發展組織（南非）
- 东非政府間發展组织（東非）
- 阿拉伯馬格裡布聯盟（北非）

西半球:
- 美洲國家組織
- 南美洲國家聯盟
- 南方共同市場
- 安第斯國家共同體
- 加勒比國家聯盟
- 东加勒比国家组织
- 中美洲議會
- 里約集團
- 北美自由貿易協定
- 美洲玻利瓦爾聯盟

大西洋：
- 北大西洋公約組織
- 歐洲安全與合作組織

太平洋:
- 亞洲太平洋經濟合作會議
- 太平洋島國論壇
- 太平洋共同體

印度洋:
- 環印度洋區域合作聯盟

北冰洋：
- 北極理事會

## 其他国际组织
- 经济合作与发展组织
- 石油输出国组织
- 葡语国家共同体
- 拉丁语联盟
- 阿拉伯国家聯盟
- 不结盟运动
- 伊比利亚－美洲国家组织
- 伊斯兰会议组织
- 加勒比国家联盟
- 八国集团首脑会议
- 二十国集团
- 國際特赦組織

## 国际金融组织
- 國際貨幣基金
- 世界银行
- 亞洲基礎設施投資銀行
- 亞洲開發銀行
- 國際金融服務